# Pırnarlı
Pırnarlı (tur. Pırnarlı Ada, također zvan Pınarlı Ada) je otok u İzmirskom zaljevu, na turskoj obali Egejskog mora. Jedan je od skupine od 12 otoka u zaljevu. Ime otoka odnosi se na biljku božikovina (tur. pırnar) koje na otoku ima u izobilju. Ali otok se popularno naziva Pınarlı što znači "s izvorima".
Otok je okrenut prema okrugu Urla. Površina otoka je 0.25 km2, a od obale je udaljen 2.5 km.